# Andrew Fleming (Archäologe)
Andrew Fleming ist ein britischer Prähistoriker, der sich vor allem mit Landschaftsarchäologie und der Erforschung vorgeschichtlicher Feldsysteme beschäftigt hat. Zusammen mit Colin Renfrew und Richard Bradley zählte er 1979 zu den Mitbegründern der TAG (Theoretical Archaeology Group), die seitdem regelmäßige Konferenzen in Großbritannien abhält.
Fleming studierte in Cambridge und war Professor in Sheffield und Lampeter, ist aber inzwischen emeritiert. Er ist Fellow der Society of Antiquaries of Scotland.

## Forschung
Fleming ist vor allem durch die Entdeckung der Dartmoor Reaves bekannt, eines Systems von bronzezeitlichen Feldgrenzen, das einem mehrere Siedlungskammern umfassenden System der Grenzziehungen und Feldsysteme in Dartmoor zugrunde liegt.
Fleming ist ein Vertreter der New Archaeology und steht der postprozessionalen Landschaftsarchäologie und Phänomenologie, wie sie besonders durch Christopher Tilley vertreten wird, ablehnend gegenüber.
Fleming arbeitet nach seiner Pensionierung über den frühmittelalterlichen Ackerbau in Dartmoor, Monks’ Trod in Mittel-Wales, eine mittelalterliche Straße, die die Zisterzienserklöster Strata Florida und die Abtei von Cwmhir verbindet, und nachmittelalterliche Waldweidesysteme in Wales.

## Werke
- The Dartmoor Reaves. Investigating prehistoric land divisions. London, Batsford 1988, ISBN 0-7134-5665-5, (2. Ausgabe, erweiterte Neuauflage. Windgather Press, Oxford 2008, ISBN 978-1-905119-15-8).
- Als Herausgeber mit Richard Hingley: Prehistoric and Roman Landscapes (= Landscape History after Hoskins. Volume 1). Windgather Press, Macclesfield 2007, ISBN 978-1-905119-17-2.